# Federazione calcistica di Panama
La Federazione calcistica di Panama, ufficialmente Federación Panameña de Fútbol (FEPAFUT), fondata nel 1937, è il massimo organo amministrativo del calcio a Panama. Affiliata alla FIFA dal 1938 e alla CONCACAF dal 1961, essa è responsabile della gestione del campionato di calcio e della nazionale di calcio dello stato centroamericano.